# 9 Batalion Strzelców (1939)
9 Batalion Strzelców (9 bs) – oddział piechoty Wojska Polskiego II RP, nieistniejący w czasie pokoju.

## Mobilizacja
9 batalion strzelców został sformowany w dniach 24-25 sierpnia 1939 r. w ramach mobilizacji alarmowej w grupie żółtej w czasie A+24 przez 29 pułk Strzelców Kaniowskich w Kaliszu, z 25 Dywizji Piechoty. Po zmobilizowaniu batalion został podporządkowany dowódcy 29 pułku Strzelców Kaniowskich. Batalion po wchłonięciu rezerwistów i pobraniu należnego tabelami mobilizacyjnymi broni, sprzętu i wyposażenia, osiągnął gotowość marszową w dniu 25 sierpnia. 9 batalion strzelców nie otrzymał hełmów. W rejonie Kalisza przystąpił tam do prac fortyfikacyjnych, jednocześnie był odwodem dowódcy 29 pSK. 31 sierpnia 9 batalion strzelców przeszedł w rejon Chełmce wzg. 173, gdzie zajął obronę. 

## 9 bs w kampanii wrześniowej

### Działania bojowe

#### Walki odwrotowe w Wielkopolsce
Od 1 do 3 września 9 bs przebywał na przedmościu „Kalisz” bez kontaktu z nieprzyjacielem. W nocy 3/4 września nastąpiło przegrupowanie 25 DP na przedmoście „Koło”, gdzie miała wejść w skład Grupy Operacyjnej „Koło” gen. bryg. Edmunda Knoll-Kownackiego, podległej Armii „Poznań“ gen. dyw. Tadeusza Kutrzeby. Po godzinie 21.00 w związku z przegrupowaniem 25 DP, 9 bs osłaniał wycofanie oddziałów południowego skrzydła dywizji na pozycji w rejonie Wolica, Chełmice, a następnie maszerował przez Kamień szosą na Turek do rejonu Feliksowa. Jednak ze względu na zatłoczone drogi i groźbę marszu w ciągu dnia, marsz 9 bs zakończył się w Kamieniu. Tam 4 września  został podporządkowany dowódcy 70 pułku piechoty płk. Alfredowi Konkiewiczowi i zajął obronę na skraju lasu na północ od Kamienia, tym sposobem zamknął szosę kaliską. Około godz.14.00 batalion został zaatakowany przez niemieckie bombowce, poległo 4 żołnierzy, 5 zostało rannych, 2 zaginęło, utracono 9 koni, 5 wozów i biedkę amunicyjną. Około godz.17.00 na stanowiska 9 bs wykonał natarcie niemiecki oddział rozpoznawczy w sile zmotoryzowanej kompanii piechoty, z 5 pojazdami pancernymi i 2 armatami ppanc. Po godz. 18.30 niemieckie natarcie odparto, zniszczono 2 pojazdy. Oddziały niemieckie wycofały się w kierunku wsi Pólko. 9 bs wszedł w skład Oddziału Wydzielonego mjr. Bolesław Wodeckiego, oprócz niego w skład OW wszedł batalion marszowy 29 pSK i bateria III/25 pułku artylerii lekkiej. O świcie 5 września OW mjr. Wodeckiego zajął obronę na rubieży kolonia Franulew, wzg.189,2, Grądków. Oddział miał zadanie osłonę 25 DP od strony Kalisza. Z uwagi na pojawienie się niemieckich oddziałów od strony Dobrego, 9 bs został skierowany wraz z 8/25 pal do rejonu Uniejowa. Bateria dołączyła do I/29 p SK, natomiast 9 bs podjął marsz na przeprawę w Uniejowie. Po przejściu mostu nocą 6/7 września na Warcie podążył nad rzekę Ner i bronił przeprawy w rejonie kolonii Krzewo od 7 września.   

#### Udział w bitwie nad Bzurą
8 września od rana obrona batalionu obejmowała odcinek Neru od Karszewa do kolonii Krzewo. Z uwagi na planowany zwrot zaczepny armii nastąpiły przegrupowania oddziałów, nocą 8/9 września. Rano 9 września 9 bs wraz z 29 pSK oraz z III dywizjonem 25 pal zajął okolice Grabowa Łęczyckiego. Natarcie miał prowadzić wraz z 29 pułkiem. Pierwszorzutowe pułki 25 DP natarcie rozpoczęły o godz. 17.00. Następnie 29 pSK wraz z 9 bs i III/25 pal do godz. 21.00 dotarł do rejonu Błonie, Topola Królewska, stanął tam jako dowód dowódcy 25 DP. Po przełamaniu niemieckiej obrony w Łęczycy i nad Bzurą, oddziały dywizji przeszły do pościgu. W nocy 9/10 września 9 bs z plutonem artylerii piechoty 29 pSK zabezpieczył skrzydło dywizji przechodząc do Łęczycy i obsadził przeprawę przez Bzurę. Tam oczyścił przedmieścia miasta z oddziałów niemieckich i bronił odcinka kolonia Leszcze-wzg. 112. Po zluzowaniu w Łęczycy 10 września 9 bs przeszedł do odwodu 29 pSK w rejonie stacji kolejowej w Sierpowie, a pluton artylerii piechoty 29 pułku odszedł do sił głównych pułku. Wieczorem batalion został skierowany na wschodnie skrzydło pułku, gdzie nieprzyjaciel wykonał wcześniej kontratak. 9 bs zajął stanowiska na południowy zachód od Dzierzbiętowa Dużego, na skrzydle III/29 pSK. Od rana 11 września 29 pSK został zluzowany przez 60 pułk piechoty bez batalionu, a 9 bs został jemu podporządkowany. Zgodnie z rozkazem ppłk. Mariana Frydrycha 9 bs miał wykonać natarcie ze skraju Sierpowa przez Parzyce na dwór Ostrów. Batalion opanował Parzyce i kilkakrotnie szturmował folwark Ostrów-Jagodowo, nie mogąc ze względu na mury zdobyć folwarku, nie otrzymał też wsparcia artylerii. Przez noc 11/12 września 9 bs miał za zadanie utrzymać stanowiska przed folwarkiem Ostrów-Jagodowo. 12 września o godz. 6.00 9 bs wsparty przez 9 baterię haubic 25 pal wykonał natarcie na folwark i dwór Ostrów. O godz. 6.30 jedna z kompanii zdobyła dwór Ostrów, lecz z uwagi na odcięcie tej kompanii od reszty batalionu, na rozkaz mjr Mieczysława Ostrowskiego, kompania ta wycofała się do batalionu. O godz. 13.00 9 batalion ponowił natarcie i zajął dwór Ostrów. Dalsze natarcie zostało zatrzymane silnymi niemieckimi kontratakami. 9 bs zajął pozycje na skraju lasu na południe od dworu, do zmroku batalion odparł trzy niemieckie kontrnatarcia wspierane czołgami i artylerią. 9 bs utrzymał swoje pozycje pomimo dużych strat osobowych i w sprzęcie. Ze względu na zmianę koncepcji natarcia Armii „Poznań” i Armii „Pomorze” Po północy 9 bs zgodnie z rozkazem dowódcy 25 DP rozpoczął odwrót w ślad za 29 pSK poprzez Łęczycę do Witoni.    
Po odpoczynku w dniu 13 września w nocy 13/14 września poprzez Kutno, Mnich, Oporów 9 bs wraz z 29 pSK podjął marsz w kierunku Żychlina. 14 września batalion zatrzymał się na postój w folwarku Golędzkie na północny wschód od Kutna, na dzienny odpoczynek. Po zmianie rozkazów 25 DP podjęła marsz w kierunku dolnej Bzury, gdzie miała wziąć udział w natarciu na Sochaczew. Nocą 14/15 września 9 bs wraz z 29 pSK i III/25 pal podjął marsz poprzez Skrzeszewy, Model, Kamionka, Podczachy, Lubików w kierunku na Osmolin. O godz.9.00 15 września batalion dotarł do rejonu Osmolin, Sanniki. W nocy 15/16 września 9 bs wraz z 29 pSK i III/25 pal oraz 25 dac podjął dalszy marsz przez Brzezia, Aleksandrów, dwór Giżyce, Henryków, Helenów, Kujawki. Osiągając o godz. 6.00 rejon Juliopol-Młodzieszyn. O godz.7.00 I batalion wraz z plutonem artylerii piechoty odszedł nad Bzurę do rejonu Bibiampola na południe od Mistrzewic, gdzie został całkowicie rozbity przez niemiecką 4 Dywizję Pancerną. Pozostałe siły pułku wraz z nimi 9 bs zajęły obronę. O godz. 15.00 na 29 pSK i 9 bs wyszło niemieckie natarcie. W ciężkich walkach do wieczora 9 bs utrzymał swoje pozycje, pomimo poniesionych strat. Obroniono Juliopol i Młodzieszyn. Nocnym marszem 16/17 września 9 bs wraz z 29 pSK odszedł na przeprawę przez Bzurę w rejonie Brochowa.

#### Walki odwrotowe w Puszczy Kampinoskiej
Przed świtem 9 bs i wraz z 29 pułkiem dotarł na przeprawę przez Bzurę w Brochowie, ze względu na trwającą jeszcze przeprawę 15 Dywizji Piechoty, oddział musiał poczekać na zachodnim brzegu Bzury na swoją kolej. O świcie 17 września 9 bs wraz z 29 pułkiem przeprawił się przez rzekę i podjął marsz poprzez Brochów, Miszory, Famułki Królewskie, o godz.7.00 osiągnął rejon leśniczówki Krzywa Góra, gdzie stanął na odpoczynek. Ok. godz. 8.00 pułk został zaatakowany przez lotnictwo niemieckie, z uwagi na co ppłk Florian Gryl nakazał zmienić miejsce postoju na okolice wzg. 89,9 gdzie wypoczywano do godz.18.00. Z uwagi na ruch taborów w rejonie stacjonowania pułku, lotnictwo niemieckie po godz. 18.00 zbombardowało cały rejon lasów. Nocnym marszem 17/18 września 9 bs wraz z 29 pSK odszedł w kierunku Starej Dąbrowy. Po dotarciu w ten rejon przed świtem 18 września, pułk rozwinął się w obronie. 9 batalion strzelców i resztki I batalionu 29 pSK stanęły w gajówce Stara Dąbrowa i jej pobliżu. Podjęto organizację kombinowanego batalionu piechoty z rozbitków przechodzących w pobliżu. O godz. 10.00 podczas ostrzału pozycji 29 pSK przez niemiecką artylerię ciężką od strony Leszna, batalion ten rozpierzchł się.  Na rozkaz gen. bryg. Franciszka Altera  po południu cały pułk wraz z 9 bs odszedł w kierunku Modlina do Cybulic, które batalion osiągnął wieczorem.  
Rano 19 września 9 bs w składzie 29 pSK podjął marsz bez kontaktu z wrogiem do Palmir, gdzie po godz. 10.00 zajął pozycje obronną w lesie Dąbrowa na południowy wschód od Głównej Składnicy Uzbrojenia i Amunicji w Palmirach. Uzupełniono amunicję, pobrano zapasy żywności. Po odprawie dowódców armii, grupy operacyjnej i dywizji, 25 DP miała opanować rejon Buraków, Łomianki, Młociny. 25 DP rozpoczęła marsz szosą Kazuń-Warszawa, osłonę i straż tylną stanowił 29 pSK wraz z 9 bs. Rano 20 września po dojściu 25 DP w rejon Burakowa Małego, 29 pułk wraz z 9 bs stanął w odwodzie dywizji w Młocinach. Do walk w rejonie Wólki Węglowej i wzg. 109 wydzielono III/29 p SK, na którego wyszło silne natarcie oddziałów niemieckiej 24 DP. Po południu 21 września natarcie niemieckie dotarło w pobliże folwarku Młociny, w pasie pomiędzy szosą młocińską, a wzg.109. O zmierzchu do kontrataku na oddziały niemieckiego 31 pp z 24 DP poprowadził ppłk Florian Gryl, II batalion i 9 bs. Kontratak doprowadził do wyparcia oddziałów niemieckich ze wschodniej części lasu Młociny i odrzuceniu od szosy do Warszawy. W trakcie wieczornych walk doszło do przemieszania się walczących oddziałów i niemieckiej piechoty. Niemiecki 31 pp wycofał się w rejon wzg.109. Wieczorem 21 września 25 DP otrzymała rozkaz wejścia w obręb Warszawy. W nocy 21/22 września 29 pSK i 9 bs przerwały kontakt ogniowy z niemieckimi oddziałami i odeszły do Warszawy w rejon Bielan.

#### Walki w obronie Warszawy
Rano 22 września pozostałość 29 pSK i 9 bs zajęły pozycje obronne przy szosie Bielany-Wawrzyszew oraz w klasztorze Kamedułów. W nocy 22/23 września batalion przegrupował się w rejon Parku Saskiego, gdzie od rana 23 września przystąpiono do jego odtwarzania. 9 bs podlegał od 23 września bezpośrednio pod dowództwo 25 DP, jako odwód i wraz dywizją prowadził walki do kapitulacji Warszawy 28 września 1939. 

### Obsada dowódcza 9 bs 1 IX 1939
dowództwo batalionu
- dowódca batalionu - mjr Mieczysław Ostrowski
- adiutant batalionu - por. Eligiusz Wójcik
- oficer informacyjny - ppor. Kopciński
- oficer łączności - por. Lucjan Stanisław Makowski
- oficer żywnościowy - ppor. Jakub Nagórski

pododdziały
- dowódca plutonu łączności -
- dowódca plutonu zwiadowców - ppor. Włodzimierz Grzelak
- dowódca plutonu przeciwpancernego - por. Zbigniew Solarek
- dowódca plutonu pionierów - NN
- dowódca plutonu gospodarczego - ppor. Raszczot
- dowódca 1 kompanii strzeleckiej - kpt. Józef Mojecki
  - dowódca I plutonu - ppor. Antoni Mamrot
  - dowódca II plutonu - ppor. Henryk Kiwastowski
  - dowódca III plutonu - ppor. Samuel Kowalski
- dowódca 2 kompanii strzeleckiej - ppor. Henryk Grochowski
  - dowódca I plutonu - ppor. Marian Cent
  - dowódca II plutonu - ppor. Edward Kaczmarek
  - dowódca III plutonu - ppor. Śródka
- dowódca 3 kompanii strzeleckiej - por. Leon Senatorski (do 13 IX 1939), ppor. rez. Tadeusz Malanowski
  - dowódca I plutonu - ppor. Kazimierz Pawlak
  - dowódca II plutonu - ppor. rez. Tadeusz Malanowski
  - dowódca III plutonu - ppor. Bernard Kuczyński
- dowódca kompanii ckm - ppor. Jerzy Gerlecki
  - dowódca I plutonu - ppor. Kazimierz Herbich
  - dowódca II plutonu - ppor. Winkler
  - dowódca III plutonu - ppor. Józef Kowalski
  - dowódca IV plutonu (taczanek) - ppor. Knopiński
  - dowódca plutonu moździerzy - NN